# Anita Rottmüller-Wörner

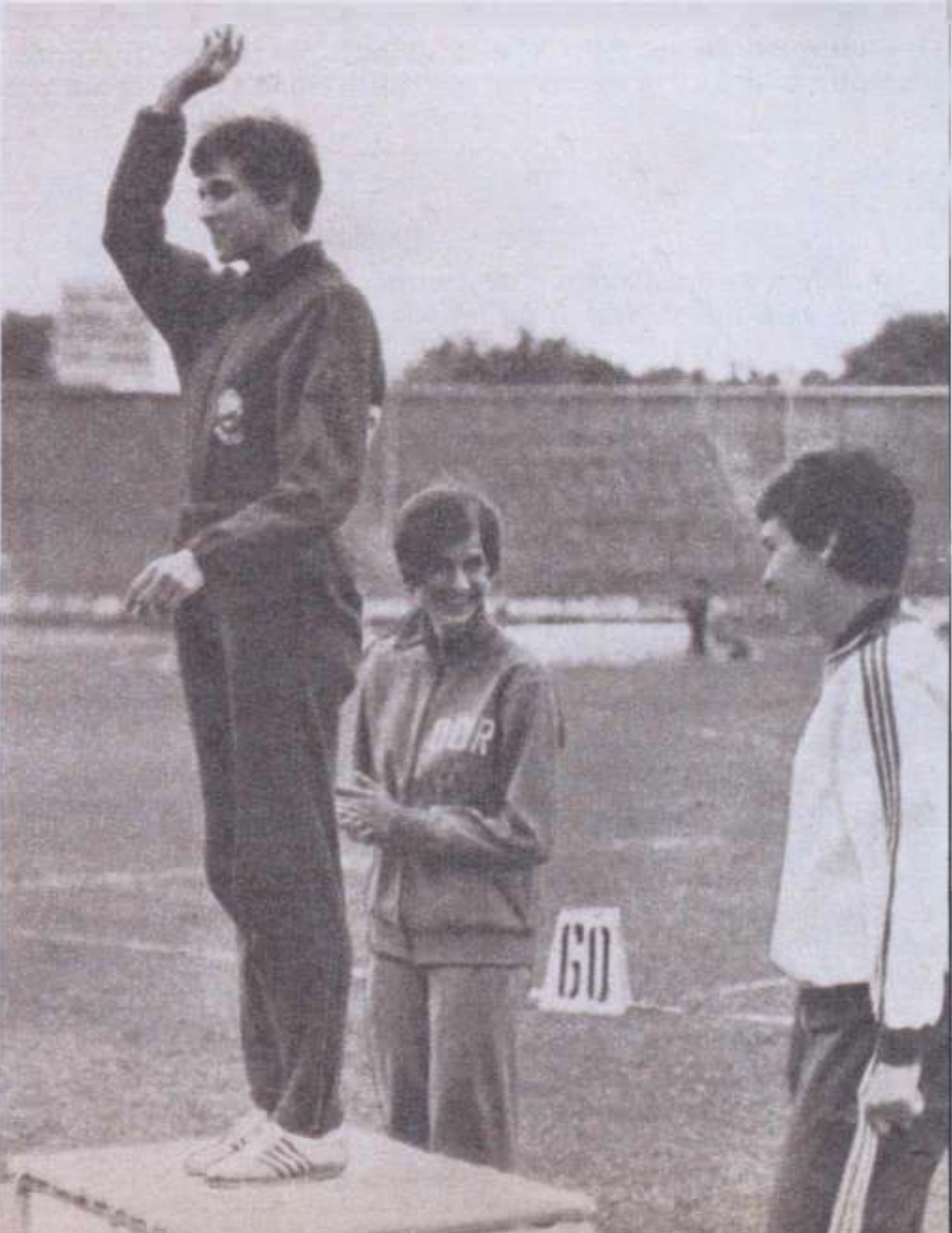
Anita Rottmüller-Wörner (rechts, Rumänien 1969)

Anita Rottmüller-Wörner, geborene Anita Wörner (* 24. Februar 1942 in Eisenberg, Pfalz), ist eine ehemalige deutsche Leichtathletin und Olympiateilnehmerin.

## Leben
Rottmüller-Wörner war in ihrer Wettkampfzeit 1,75 m groß und 65 kg schwer und startete für die Sportvereine Phönix Ludwigshafen, ABC Ludwigshafen, VTV  Mundenheim, Post-SG Mannheim und VfL Neuhofen. Sie war Verwaltungsangestellte und führte mit ihrem Mann ein Sportgeschäft in Neuhofen.
Unter ihrem Mädchennamen Wörner gewann sie bereits in der Jugend und bei den Juniorinnen mehrere deutsche Meistertitel. Im Erwachsenenbereich siegte sie erstmals 1961 im 800-Meter-Lauf in der Halle. Im Jahr darauf wurde sie im Freien Deutsche Vizemeisterin und nahm an den Europameisterschaften in Belgrad teil. 1963 gewann Wörner erneut die Deutsche Meisterschaft über 800 Meter in der Halle und außerdem den Titel im Kurzstrecken-Crosslauf. Ein Jahr später nahm sie an den Olympischen Spielen in Tokio teil, wo sie im Zwischenlauf ausschied.
1966 qualifizierte sich Wörner für die Europameisterschaften in Budapest, und im Jahr darauf vertrat sie die deutschen Farben beim Europacup in Kiew. 1968 wurde sie zum zweiten Mal Deutsche Meisterin im Kurzstrecken-Crosslauf und gewann in der folgenden Hallensaison zum dritten Mal den nationalen Titel über 800 Meter. Im Freien gewann Wörner 1969 ihre einzige Deutsche 800-Meter-Meisterschaft (2:08,4 min) und siegte außerdem mit der 3-mal-800-Meter-Staffel (Sigrid Rosenberger, Rosemarie Fuhrmann, Anita Rottmüller) der Post-SG Mannheim (6:41,4 min). Für die in diesem Jahr stattfindenden Europameisterschaften in Athen war sie nominiert, konnte jedoch wegen des DLV-Boykotts nicht starten.

## Bestleistungen
Wörner lief zweimal Hallenweltrekord – über 880 Yards 2:15,5 min am 7. April 1962 in Wembley und über 800 Meter 2:10,9 min am 9. März 1963 in Berlin. Am 16. August 1967 war sie in Düsseldorf an einem Weltrekord im 3-mal-800-Meter-Staffellauf beteiligt (6:21,0 min: Antje Gleichfeld, Anita Rottmüller, Karin Kessler). Ihre persönlichen Bestleistungen standen über 800 Meter bei 2:04,9 min (1968) und über 1500 Meter bei 4:27,4 min (1972).